# Pellionia cristulata
Pellionia cristulata är en nässelväxtart som beskrevs av François Gagnepain. Pellionia cristulata ingår i släktet Pellionia och familjen nässelväxter. Inga underarter finns listade i Catalogue of Life.